# Tabanus aublanti
Tabanus aublanti är en tvåvingeart som beskrevs av Toumanoff 1953. Tabanus aublanti ingår i släktet Tabanus och familjen bromsar. Inga underarter finns listade i Catalogue of Life.